# 百鬼夜行系列
「百鬼夜行系列」（日语：「百鬼夜行シリーズ」），也被稱為「京極堂系列」（日语：「京極堂シリーズ」），是日本作家京極夏彦撰寫的系列小說。日文版由講談社發行；繁體中文版由獨步文化代理；简体中文版由世纪文景代理發行，上海人民出版社出版。

## 概要
以第二次世界大戰結束不久後的東京為舞台的推理小說系列。雖然作品中並沒有出場，但每部作品的標題都必定冠以妖怪的名字，內容描述的是人稱「京極堂」的中禪寺秋彥以「掃除依附之物」來解決和書名中的妖怪相關聯的各個奇怪案件。
作品內從民俗學、論理學等各個領域的立足點出發，闡述妖怪的由來，「驅除附身妖怪」便可「解開事件真相」，在推理小說的允許限度都有多處提到。但當中也存在着與傳奇小說等性質相符的作品。
因負責揭開謎團的中禪寺秋彥的外號（店名），包括中文版在內多稱呼本系列為「京極堂系列」（「京極堂シリーズ」），但作者自己對「京極堂系列」的名稱似乎不怎麼喜歡，而多模糊地稱其為「那個系列」（「あのシリーズ」）。
系列第一作的《姑獲鳥之夏》是京極夏彥的出道作，亦是梅菲斯特獎設立的契機。系列作品在講談社Novels發行的同時，也會發行通常文庫版和分冊文庫版兩種版本，更發行了精裝書版本。通常文庫版因每本均有一千頁以上的厚重分量而著名。

## 主要登場人物
「聲」是電視動畫「魍魎之匣」裡的聲優，「演」則是電影「姑獲鳥之夏」及「魍魎之匣」裡的演員。

### 主要人物
中禪寺 秋彥（Chuuzenji Akihiko）
聲 - 平田廣明／演 - 堤真一
在中野經營舊書店「京極堂」的男人。祖業是位於住所後面的「武藏晴明神社」的神主、副業是祈禱師的一種——「驅除附身妖怪」的陰陽師。因店名的關係被稱為「京極堂」。口頭禪和座右銘是「這世上沒有什麼不可思議之事」。
驅除附身妖怪的時候，會穿上兩胸染有「晴明桔梗印（五芒星）」的黑色簡便和服、穿黑襪和紅色木屐带的黑木屐，渾身漆黑的打扮。
和榎木津及關口巽是舊制高中時代的惡緣。宗教、口頭傳統、民俗學、妖怪等方面的知識造詣頗深，尊重知識和道理、不說無根據的事。他還是個重度的書癡，從家裡到店鋪都被書本淹沒。一般會穿和服。始終露出一副不爽的撲克臉，不高興或陷入苦思時，表情「超越不悅而近乎兇惡」。然而長年交往的人似乎能理解他的感情變化。另外，發現或聽到感興趣的書時據說會高興得手舞足蹈。
在衍生作品《百器徒然袋》系列裡察覺到榎木津來訪會立刻口吃、被輕易地唆使、把人當笨蛋耍等，和本篇比起來要更輕浮。在《今昔續百鬼——雲》裡也有大笑的行為。身形纖瘦但喜愛甜食，愛吃乾果之類的東西。在《塗佛之宴》裡從阿潤的發言得知他不會喝酒。關口說他「一滴都喝不了」。
雖然他是個各種鮮明性格混合於一身的人物，但他本人卻是個相當奇怪的人。經營舊書店之前是高中教師，決定轉職的理由是「可以讀自己喜歡的書」。
通過暗中活動解決事件，不喜歡積極地干預。討厭體力勞動，本人稱「十四歲的時候就發誓不幹體力活」，看來是因為體力不足。
戰爭時期被分配到日本國內，在某研究所裡的一個他稱作「討厭的傢伙」的男人身邊進行對他國民族宗教洗腦的研究。對於不喜談論自己的事情的他來說，這是最不願提及的事，可說是段令人厭惡的過去。
下北半島出身。幼年由恐山的祖父母養大。家人有妻子千鶴子、妹妹敦子。養著一隻在中國金華山捉到的金華貓「石榴」。
榎木津 禮二郎（Enokizu Reijirou）
聲 - 森川智之／演 - 阿部寬
「薔薇十字偵探社」的私家偵探。中禪寺和關口在舊制高中時高一級的學長，木場的兒時玩伴。和關口比起來，似乎有着躁狂症。長相眉目秀麗，頭腦明晰，運動神經很好，打架也很厲害，生於舊華族，看上去是個沒什麼大缺點的人物。然而本人卻視各種社會地位如浮雲，揚言「自己是神，而偵探則是上天賜予他的天職」，將中禪寺兄妹以外的所有人都當成「自己的奴才」，偶爾對有趣的東西會像小孩子般刨根問底，是個完全的怪人。但對那些偏離人道的人會憤怒地大聲呵斥，可看出他也有認真的一面。另外在《姑獲鳥之夏》和《絡新婦之理》的時候能如普通人般對答，讓那些見慣他奇異處事方式的人大吃一驚。
雖說基本上是個偵探，卻認為「調查是下賤的人所行之事，身為神的自己是沒必要做的」而從不進行調查。因為此怪癖及後述的特殊能力、自己的聰明頭腦、對他人不感興趣的脾氣等，在不聽取委託人介紹就唐突地指出犯人及要查找物件的位置而正确地「解決」事件，時常令相關的人完全摸不着頭腦。雖然周圍的人評說「找榎木津幫忙也只會增加受害者」，但世間一般都認為他是「解決了數件大案的名偵探」。
父親是作為大企業的理事長而立身的傑出人物——榎木津幹麿前子爵，因此榎木津自己也常被當作貴族看待，但本人覺得那樣非常麻煩。實際上父親也是個怪人，自己也覺得父親才是個怪人。大哥總一郎是個成功的商人。
用幹麿分配的財產在神保町建了一座名叫「榎木津大廈」的租賃大樓，以那裡為事務所及住所，實際上的生計是依賴租客的租金維持。和老家派來照顧起居的青年安和寅吉及偵探助手益田3人一起經營着偵探社。但因榎木津本人不認真理會委託及用沒有條理的舉動令委託人感到困惑，所以幾乎沒有人來委託偵探事務。閒時不是睡覺就是和事務所的其他兩人閒聊。
患有極度弱視，以此為代價擁有據說能看出他人記憶的特殊能力。因獲得的情報只限於視覺上，聲音、氣味、時間前後的關聯性、思維及潛意識等等都不能掌握。這個能力也許是使他加倍古怪的原因。另外，他自幼便擁有這個能力，但在戰爭中受照明彈照射令視力大幅下降後，反而更為加強。
記不住別人的名字，也從不努力記住。因此，對不熟悉的人喜歡用適合的（但通常都是錯的）名字來稱呼，深交的人則多數會用名字縮寫的暱稱來稱呼。京極堂和關口則會用「榎兄」來稱呼他。
戰爭時是海軍將校，據說是個有着外號「剃刀」的名將。但在軍事間隙的時候會想些新遊戲並讓部下們應酬對付的古怪做法，和現在的樣子並無二致。
喜歡的東西是貓和嬰兒。討厭的東西是乾巴巴的點心（曲奇餅等）和灶馬。因外貌似西洋人而老是收到曲奇餅，對此經常發牢騷。
關口 巽（Sekiguchi Tatsumi）
聲 - 木内秀信／演 - 永瀨正敏（姑獲鳥之夏）・椎名桔平（魍魎之匣）
小說家。中禪寺自學生時代開始的朋友（但中禪寺一直強調只是「普通的相識」）。學生時代曾因抑鬱症而苦惱，至今還沒治癒（倒不如說是因為捲入數個事件之中，反而惡化了）。膽小且小心眼，因對人恐懼症（有時甚至會變成選擇性緘默症）而經常精神不穩定。自卑但稍稍有點自戀。很容易就相信傳言，可看出他的單純一面。
從所屬的大學獲得資金援助進行粘菌的研究，但因不能維持生計而轉行執筆。由中禪寺敦子斡旋向稀譚舍的文藝雜誌投稿，同時以「楚木逸已（そきいつみ）」的名義向八卦雜誌投稿。只發行過一本小說單行本，但只在好事者之間流行，因此經常窮困潦倒。創作風格是根據自己經歷過的事為基礎的私小說。
作中經常被榎木津罵作「猴子」及被使喚。榎木津說他「長得像指猴」。
因為是理科學生，本來可以免予被征，但不知哪裡出了閃失竟然收到了徵兵通知書，被送往了前線。因人員不足而學兵出陣，成為了一個小隊的隊長，部下僅有木場一人。該小隊除了他們兩人外全部陣亡。
已婚，妻子名為雪繪。雙親健在，還有一個弟弟，但親緣淡薄，幾乎沒有來往。
是個煙民，但看樣子似乎只是為了顯擺。非常容易流汗，如文字所言汗如瀑布。
木場 修太郎（Kiba Shuutarou）
聲 - 關貴昭／演 - 宮迫博之
警察。榎木津的兒時玩伴，和關口在戰爭中同屬同一部隊。初登場時隸屬東京警視廳搜查一課。之後數次因後述的容易發飆的性情而受到調職處分。
戰前就是職業軍人，經過大戰後，成為一個如時代劇般追求揚善懲惡理念的警察。被稱為「惡鬼木場修」，是個為了信念不惜違反職業規範有時甚至發飆的無賴漢。是同屬搜查一課的青木的前輩，也曾一起搭檔。國字型的臉常被榎木津戲稱為「盒子」、「木屐」、「四角」等。
酒量非常好，經常和榎木津一起豪飲，喜愛吵鬧。和榎木津常互相吵架，對他們來說吵架「跟打招呼似的」。
信奉現場行走一百遍並身體力行進行搜查，如演戲地逮捕一個犯人就如同放下一件心頭大事般，以單純的善惡二元論為理想。是個嚴肅強硬，如從其經歷想像般一樣的豪傑，但和其警察的外貌和粗魯的言行態度相反，本質非常繊細。小時候喜歡畫畫，警察手帳里會夾着偶像女演員美波絹子的照片。
老家在小石川經營石材店，家裡有父母和妹妹兩夫妻。就職時住在老家，但調往警視廳時開始寄宿在小金井的親戚家裡。天生的江戶之子。
戰爭中被派往南方，因無法放下經驗不足且自信不足的長官關口不管而給與照顧，結果只有他們兩人生還。
青木 文藏（Aoki Bunzou）
聲 - 諏訪部順一／演 - 堀部圭亮
東京警視廳搜查一課警察。木場的前搭檔，尊敬作為前輩的木場以及他作為警察的理念。相比起喜歡採取單獨行動的木場，保守得像個優等生似的，但若作出必要判斷的話就能發揮出無憾的行動力。
性格耿直而認真。極少自我膨脹的性格也很討上司歡心。雖被木場當做是經驗尚淺的菜鳥，但轉眼間就擁有了挺起胸膛面對挑戰的勇敢氣概，其內心也受到木場很高的評價。臉看起來稍微有點兒孩子氣，像個學生般，實際上恐怕快三十歲了。也被說過像小芥子木偶。
戰爭中被分配到特攻隊。突擊前因戰爭完結而生還。
鳥口 守彥（Toriguchi Morihiko）
聲 - 浪川大輔／演 - 兒島雄一
不定期出版的娛樂雜誌《實錄犯罪》的編輯記者兼攝像師。《實錄犯罪》也是關口以筆名執筆的主要連載雜誌。和中禪寺敦子是同行，通過關口而互相認識，之後也作為攝像師一同取材。福井縣出身，原本的志向是成為摄影家。
性格開朗，不討人厭，但稍微有點粗心。對熱衷話題的消化能力很強，連京極堂也佩服。極度路癡，喜歡使用錯誤的諺語和慣用句。是個真摯的青年。另外有著被標榜為「人型三脚架」的強壯體格。
稱呼中禪寺為「師匠」、關口為「老師」、榎木津為「大將」。
益田 龍一（Masuda Ryuuichi）
初登場（《鐵鼠之檻》）時是國家地方警察神奈川縣本部搜查一課警察。之後在《絡新婦之理》裡辭去刑警一職加入了薔薇十字偵探社，拜榎木津為師成為見習偵探（助手）。薔薇十字偵探社裡關於尋找失物或品行調查等一般事務都是由益田在做。
他和其他人都認為自己是個膽小鬼，但也很喜歡故意吹噓。看起來淺薄但本質性格容易擔心。或許因外貌看起來輕率，來東京後就留長了頭髮。
除了偵探助手的身份外，還被榎木津賦予了兩個不值得慶幸的名號，從未正經地被叫過真名。

### 主要人物的家人
中禪寺 千鶴子（Chuuzenji Chizuko）
聲 - 皆口裕子／演 - 清水美砂
中禪寺秋彥的妻子。西洋風的美人，性格嫻淑但詞鋒銳利，據說是唯一能駁倒中禪寺的人。娘家在京都經營和菓子店「京極堂」（中禪寺的舊書店是擅自挪用它的名字的）。結婚後為了幫忙家裡不時會回到京都。
中禪寺 敦子（Chuuzenji Atsuko）
聲 - 桑島法子／演 - 田中麗奈
中禪寺秋彥的妹妹。中堅出版社「稀譚舍」的科學雜誌記者。
喜歡活潑的服裝，行動力強，和整天窩在家裡的哥哥既相似又不相像。看上去像個男孩子，但她的舉止和給人的感覺是女性特有的氣質。不認識她的人還以為大嫂千鶴子才是她的血親。然而好奇心旺盛的一面及偏愛理性思考的性格可說是兩兄妹的共通點。和人商談時也能對答如流，這點與關口對比鮮明。
比哥哥小了一輪，自小就寄養在千鶴子的娘家長大。虽然和哥哥是经常互相挖苦的亲密关系，但初次見面的時候因才剛記事，因此稍微有點疏遠感。
或因為開朗和聰明伶俐的性格，鳥口和青木二人都暗中傾慕她。
石榴（Zakuro）
中禪寺秋彥飼養的貓。因打哈欠的時候看起來像石榴而得名。似乎是中國的金華貓。中禪寺說「人家說它可以變成妖怪我才買的，結果完全不會變」。另外，虽然被刻薄對待，但不願親近主人（中禪寺）以外的人。
榎木津 幹麿（Enokizu Mikimaro）
榎木津禮二郎的父親。前子爵。經營貿易公司，對財政界及日本所有的權力有着影響力的人物，但卻是個和禮二郎不相上下的怪人。喜歡大型昆蟲，為了找昆蟲不惜讓公司業務進軍海外（然而結果進軍海外後公司業績增長，和其他在戰後家道中落的華族不同）。在社長室里放養着烏龜，雖然讓孩子們學習帝王之學，但待他們成年時就說「我沒有義務白養成年人」，並給各個子女分一筆錢，將他們半放逐地逐出家門（在世襲制度根深蒂固的當時可算是異類）。
榎木津 總一郎（Enokizu Souichirou）
榎木津禮二郎的哥哥。和父親及弟弟相比性格非常認真，利用父親分給自己的財產經營了幾家公司並取得成功。
關口 雪繪（Sekiguchi Yukie）
聲 - 本田貴子／演 - 篠原涼子
關口巽的妻子。溫柔守護着抑鬱丈夫的具有包容力的女性。只是有點惆悵。
和中禪寺的妻子千鶴子關係很好，會結伴去看電影。

### 主要人物的交友關係
伊佐間 一成（Isama Kazunari）
聲 - 濱田賢二
釣魚場「伊佐間屋」的老闆。自己也喜歡釣魚，會到日本各地去釣魚兼旅行。
家裡經營着「旅庄伊佐間屋」，但在戰爭中被燒毀，復員後的他負責將家裡的魚塘改造成釣魚池，並在別的地方重建旅館。旅館則由姐姐夫婦來繼承。
瘦長而留着鬍子的臉有着平安貴族風的美感。性格飄忽不定，不太受事物動搖或太在乎某事，而且非常寡言。服飾搭配不分國籍。愛好吹笛，會吹外國民族風的笛。另外，閒暇時還會做一些抽象的美術作品。
戰爭時隸屬海軍，是榎木津的部下。四肢健全地迎來了戰爭的完結，但在復員船上，突然染上瘧疾，並在夢中見到了臨死前的景象。本人分析飄忽的性格應該是在那之後變得嚴重的。
今川 雅澄（Imagawa Masasumi）
古董店「待古庵」的店主，中禪寺等人的熟人。
代代相傳的「蒔繪師」一家的次子，因店鋪在戰爭中受損嚴重，複員後從死掉的表兄弟那裡將他生前經營的「骨董今川」繼承了過來（改為如今的店名）。「待古庵」一名來自小時候的外號「大骨」，並沒有特別的意思 ，但客人看到字面的時候會自行領會別的意思。有著粗眉，合不攏的嘴唇和可說是如獸類般的奇妙相貌。性格穩重悠閒，第一眼看上去會給人愚鈍的印象，其實頭腦相當聰明。跟古董相關的問題會尋求中禪寺的見解，求知方面的好奇心優先於其他事。作為古董商的鑒定眼光優秀，但被人說欠缺些許自信。
戰爭時是榎木津的部下，或因為性格相近的緣故，複員後也和同僚伊佐間有著交情。
嘴巴只有咀嚼的時候會動，說話稍微興奮的時候嘴角自然地會產生泡沫，稍微有點難看。榎木津似乎因此嚴命禁止他吃乳製品。
安和 寅吉（Yasukazu Torakichi）
聲 - 坂本千夏／演 - 荒川良良
薔薇十字偵探社的秘書（本人打算如此）。通稱「和寅」。榎木津家僕人的兒子。非常愛瞎起哄。榎木津教他彈吉他，但怎麼也彈不好，為此差點被解僱。對益田使用敬語稱呼，但有時會將他當成後輩。對中禪寺、榎木津、關口都稱呼為「老師」。代替不認真工作的榎木津聆聽委託人的訴求，對榎木津的生活散漫態度會像保護者般責備。
動畫版裡變成了10歲左右的少年。
里村 紘市（Satomura Kouichi）
聲 - 青山穰／演 - 阿部能丸
外科醫生。在九段下開了家「里村醫院」，此外還擔任法醫。平常是個溫厚的好人，但也有著比起一日三餐更喜歡解剖，聽到屍體就會拋下患者跑去的怪異性格。經常被木場罵有病、變態，但本人似乎毫不在意。能平和地用親暱的語氣說出令人震驚的內容。另外，自稱「日本最厲害的法醫」，周圍的人也對他解剖縫合的技術有很高的評價，此外也有著作為法醫的使命感，也會體諒死者家屬的心情。和木場相比年齡相仿，但最近頭髮開始有點變薄了。
竹宮 潤子（Takemiya Junko）
演 - 鈴木砂羽
位於池袋的酒館「猫目洞」的老闆娘。木場剛開始當警官時被分配到池袋警署，從那時開始就是常客，因此非常親密。對木場非常有好感，雖不說出口但每次都會擔心木場。另外會幫不善了解女性感覺的木場說話，也會給予搜查上的建議。被假冒流氓的傢伙襲擊時不管自身安危卻優先保護高級酒，非常沉著冷靜。聲稱「酒家女沒有姓氏」而一般不報上全名。從她聰明的腦筋和情報通等的特點不禁令人想象她的過去，但她本人卻從不提及。
小泉 珠代（Koizumi Tamayo）
聲 - 長澤美樹
稀譚舍的職員。也是關口的責任編輯。敦子的上司，被她稱為「前輩」。在《魍魎之匣》和《狂骨之夢》裡給關口引見事件相關的重要人物，雖非本人意圖但結果將關口深深地捲入事件當中。
山嵜 孝鷹（Yamasaki Takao）
演 - 小松和重
稀譚舍的職員。敦子和小泉的上司，也是稀譚舍發行的雜誌《近代文藝》的總編。提議將關口的連載作品單行本化，發行了《目眩》。因關口的作品全都在近代文藝上連載，在稀譚舍單行本化也比較容易。而且目測某程度上算賣得出但只有小眾範圍內受歡迎。
増岡 則之（Masuoka Noriyuki）
聲 - 三木眞一郎／演 - 大澤樹生
柴田財閥顧問律師的其中一人。總是穿著高級西裝，戴著銀框眼鏡。長著一副馬臉。語速快得像機關槍似的（本人說因為經常很忙所以為了縮短時間而加快語速，但其實無論什麼場合他都是那樣子說話），但發音咬字均很清晰，使人不會聽漏。那種說話方式會讓人感到傲慢和惹人厭，但有著只有不善於表達感情，才能認真去考慮別人事情的信念。柴田財閥相關的事件發生時登場，初登場的《魍魎之匣》裡通過柴田財閥介紹拜訪薔薇十字偵探社，但作出不可能認真委託榎木津的判斷後，之後的事件都轉而找京極堂商量。另外，在故事中會為被捕的幾個犯人擔任辯護律師。意外地愛起哄，對京極堂的長篇大論也能認真地聽。
電影版裡沒有戴眼鏡，增加了一直拿懷錶出來看時間的設定。
川島 新造（Kawashima Shinzou）
聲 - 相澤正輝
木場和榎木津從戰前就交往的友人，常一起喝酒。嗜酒，某次醉酒鬧事的時候被木場二人制服，從此之後交往開始密切。身高超過六尺，平常戴著墨鏡、仍舊穿著複員服及留著寸頭，因此看起來相當嚴肅。戰爭中作為甘粕正彥的心腹在滿洲工作。與大塊頭的身軀不符合地身手敏捷，在滿洲時似乎也因此被分派了特殊任務。另外和外表一樣打架格外強勁，能和木場打個平手。複員後開了家名叫「騎兵隊電影公司」的公司進行電影製作。
妹尾 友典（Senoo Tomonori）
演 - 田村泰二郎
赤井書房的職員。鳥口唯二上司的其中一人。不定期發刊的八卦雜誌《實錄犯罪》的總編，但編輯只有他和鳥口兩人。無論什麼話題都能大侃，非常能說，性格如小孩子般。
赤井 禄郎（Akai Rokurou）
赤井書房的老闆。赤井書房本來是販賣學習用教材的，出版只是作為興趣而經營的。因此幾乎從不干涉實錄犯罪的工作，但相反就算廢刊了也不會有任何利益損失。
久遠寺 嘉親（Kuonji Yoshichika）
演 - 須磨啟
「久遠寺醫院」院長。第一作《姑獲鳥之夏》事件之後，和京極堂等人成為熟人。
因某事件為契機關閉了醫院，如今作為食客住在箱根的「仙石櫻」。
容貌是禿頂的紅臉膛上有一雙深陷的眼睛，一副緊繃的兇相。年齡超過六十歲但性格威嚴，對違反世間道德的行為會堅決地反對，另外即使醫院閉業也依然保持作為醫生的崇高榮耀感。
專業雖然是外科，但當久遠寺醫院人手不足時也會做外科以外的診療。在《鐵鼠之檻》裡以天生的監察眼從遠處區別出生者和死者，有時也會做驗屍的工作。
一柳 朱美（Ichiyanagi Akemi）
於靜岡縣伊豆市居住的女性。和曾當過憲兵，如今販賣配置藥的丈夫史郎（しろう）一起生活。公認的美人，看起來很年輕實際已經快三十歲了，看不出已經嫁了人。在初登場的《狂骨之夢》裡，因以往事情的原因住在神奈川縣逗子市，但事件之後搬到了東京。然而不習慣大都市的喧鬧，移居至靜岡。長野縣出身，小時候因家裡代代祭祀的物品被人盯上，全家因此被燒死，之後又曾涉嫌殺害逃避兵役的前夫，是個擁有曲折離奇的過往的女人。舊姓南方（みなかた）。性格和說話口吻都非常淡薄，但另一方面遇見碰到麻煩的人會放心不下，是個擁有江戶之子氣質的女性，因此被捲入了中禪寺身邊發生的事件。以「妾身」自稱。
降旗 弘（Furuhata Hiromu）
前精神科醫生。老家是小石川的牙醫，與木場是兒時玩伴，實際上是因為家離得較近，並非那麼親密，和榎木津也只是數面之緣。在初登場的《狂骨之夢》裡於神奈川縣逗子市的飯島基督教會裡寄居，事件解決後到了在東京賣春的德田里美（とくださとみ）家裡和她同居，也就是所謂的吃軟飯。然而本人似乎很滿足如今的生活。
幼年曾做過奇怪的夢，以此為契機為了解開那個夢的意思，大學裡選擇進修精神神經醫學，并在業餘師從弗洛伊德的徒孫學習精神分析學。然而越是鑽研越變得討厭自己，逐漸地將內心封閉。之後情緒不穩定的他成為精神科的開業醫生，但為某個精神病患者治療之後對方精神病發作。自我厭惡的他在京極堂為他驅除依附妖怪後，很快地治好了抑鬱的症狀。關口說他和自己是同一類型的人。
柴田 勇治（Shibata Yuuji）
柴田財閥會長柴田耀弘（しばたようこう）的養子。在《魍魎之匣》裡柴田耀弘唯一嫡系的少女和柴田耀弘死亡後，爬到了柴田財閥的最高位。性格溫厚而認真，絕非是壞人，但不懂斟酌在場氣氛，會說出一些不合時宜和場合的說話。《絡新婦之理》裡打算迎娶家人全部身故的織作茜結婚但被拒絕。人格上無可挑剔但並非經商之才。

### 警察
木下 圀治（Kinoshita Kuniharu）
聲 - 石川和之
東京警視廳刑事部搜查一課所屬的警察。青木的同僚，木場的前部下。階級恐怕是巡查。和青木有少許不同，他一樣不會頂撞上司，但會積極討上司歡心。體型有點微胖。討厭妓女。和青木非常要好，互相會以「阿圀」、「阿文」稱呼。
大島 剛昌（Ooshima Takemasa）
東京警視廳刑事部所屬的警察。階級是警部及搜查一課課長。木場的前上司。說話口吻的粗魯程度和木場不相上下。常常呵斥快要發飆的木場，但認同木場的實力，本來因失態而要接受免職懲戒的木場在他的努力下只是以減薪或降職了事。以警察機關的齒輪來形容警察，雖然細小但若欠缺一個的話機能就會失常，即使是一個人對警察來說都是重要的存在。自「陰摩羅鬼之瑕」後，因能力被賞識而調到公安部搜查三課。
長門 五十次（Nagato Isoji）
東京警視廳刑事部搜查一課的警察。木場的新搭檔（其實是為了監視容易發飆的木場），課內最年長的人。對木場無時不在觀察，同時也注意到一些細微的地方。據說是個去到殺人現場首先會為死者默哀的怪人。木場認為他是個只會調查屍體的刑警。擅長地道傳統的搜查方式，個性頑強，和木場剛好相反。無論何時何地都堅持自己的做法，木場雖然覺得他麻煩，但對他的搜查能力卻是刮目相看。經常帶自製的飯盒工作，妻子似乎已經過世。
石井 寬爾（Ishii Kanji）
聲 - 宇垣秀成
國家警察神奈川縣本部搜查二課警察。在「魍魎之匣」初登場時是警部，但因原本調查能力不高，再加上木場的發飆而造成嚴重失態導致被降職。木場說他是個只有等退休的青葫蘆。但在「狂骨之夢」裡重新升為警部，和木場和解并形成協力關係。典型的晉升組型，圍繞著調查方針和所屬的警官不斷產生摩擦，但木場讚同他的做法，調查能力比起初登場時似乎有所提高。在「邪魅之雫」敘述了對犯罪和法律、社會秩序的透徹見解。
因性格懦弱，討厭用蠻力辦案的方法，作中多次被說是「膽小鬼」。因此自己意見被否決時會用藉口來辯解，反而被肯定的時候就會變得話多。
山下 德一郎（Yamashita Tokuichirou）
國家警察神奈川縣本部所屬警察。菁英出身，階級是警部補。過去式石井的心腹部下，益田的直屬上司。在「鐵鼠之檻」初登場。當時因其高壓態度令被調查的相關人員討厭，不僅調查完全沒有起作用，還讓兇案陸續在自己面前發生，結果被犯人逃走，犯下了嚴重過錯。開始是憑直覺辦案，對稍微覺得奇怪的人會立刻實行拘禁，經此一役後搜查手法和性格也有了很大轉變。事件之後，負起責任被降職，在「邪魅之雫」再登場時重新升回警部補之位，過去的部下益田也覺得他相當的奇怪。
鄉島 郡治（Satojima Gunji）

伊庭 銀四郎（Iba Ginshirou）

## 已發行小說一覧

### 長篇小說
- 姑獲鳥之夏，1994年8月31日出版。
- 魍魎之匣，1995年1月5日出版。
- 狂骨之夢，1995年5月9日出版。
- 鐵鼠之檻，1996年1月5日出版。
- 絡新婦之理，1996年11月5日出版。
- 塗佛之宴 備宴，1998年3月27日出版。
- 塗佛之宴 撤宴，1998年9月17日出版。
- 陰摩羅鬼之瑕，2003年8月9日出版。
- 邪魅之雫，2006年9月27日出版。
- 鵼之碑，2023年9月14日出版
- 幽谷響之家，出版预定。

### 連作小說集
- 百鬼夜行―陰，1999年7月15日出版合集。
- 百器徒然袋―雨，1999年11月11日出版。
- 今昔續百鬼――雲，2001年11月6日出版。
- 百器徒然袋―風，2004年7月8日出版。
- 百鬼夜行―陽，2012年3月出版合集。
- 今昔百鬼拾遗：月，2020年8月7日出版合集。
- 今昔百鬼拾遺 雪，预定出版。

### 短篇相关
- 七月八日（刊载于 Day to Day）
- 滑瓢之裈（刊载于《南极（人）》）